# Nadine Poss

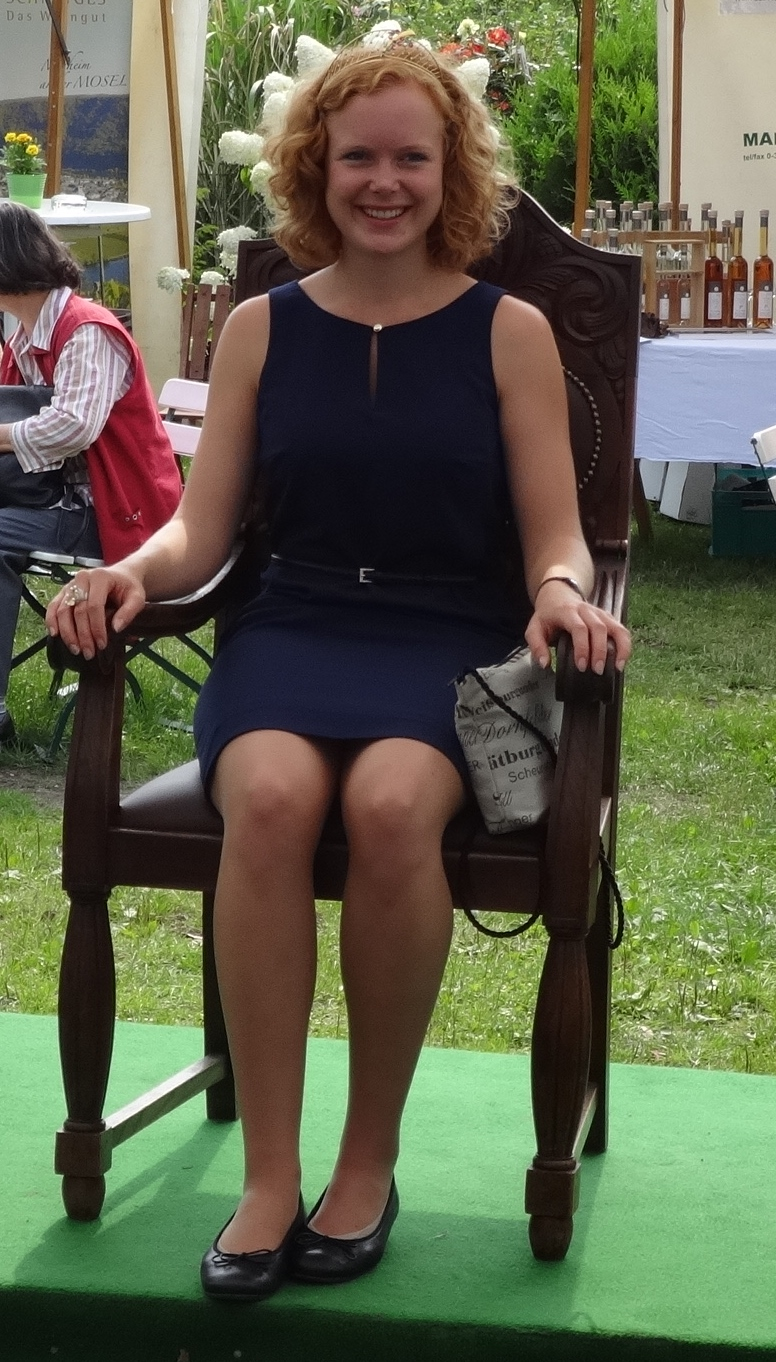
Nadine Poss im Späth-Arboretum in Berlin, Juli 2014

Nadine Poss (* 8. Mai 1991) aus Windesheim im Weinanbaugebiet Nahe ist eine ehemalige Deutsche Weinkönigin. Sie studierte Internationale Weinwirtschaft und arbeitet im Weinmarketing.

## Leben
Nadine Poss wuchs in Windesheim (Landkreis Bad Kreuznach) im elterlichen Weingut Poss auf, das zu den führenden Burgunder-Weingütern an der Nahe zählt. Von 1997 bis 2001 besuchte sie die Grundschule in Guldental und anschließend bis 2010 die Alfred-Delp-Schule in Hargesheim. Nach dem Abitur ging sie für ein halbes Jahr nach Spanien, wo sie in einer andalusischen Familie lebte und dort die Schule besuchte, um die spanische Sprache zu lernen.
2010 absolvierte sie ein Praktikum auf Schloss Johannisberg (Rheingau) und bei der Binger Kellerei Reh Kendermann im Export. Ab 2011 studierte sie Internationale Weinwirtschaft an der Hochschule Geisenheim.
2012 wurde sie zur Gebietsweinkönigin an der Nahe gewählt, 2013 wurde sie in Offenburg als Nachfolgerin von Julia Bertram aus dem Weinanbaugebiet Ahr zur 65. Deutschen Weinkönigin gewählt. Sie wurde damit die achte Deutsche Weinkönigin von der Nahe. Als Weinprinzessinnen standen ihr während ihrer zwölfmonatigen Amtszeit 2013/2014 Ramona Diegel (Rheinhessen) und Sabine Wagner (Rheingau) zur Seite.
Ein Semester ihres Studiums, das sie als Bachelor abschloss, absolvierte Nadine Poss in Argentinien. Nach dem Studium arbeitete sie zunächst in Österreich auf einem Weingut am Neusiedler See im Burgenland. Eine weitere Station war in Franken, bis sie auf das elterliche Weingut zurückkehrte. Seit Dezember 2017 ist sie Geschäftsführerin des „Weinlands Nahe“ mit Sitz in Bad Kreuznach.